# Патон Євген Оскарович
Євге́н О́скарович Пато́н (5 березня 1870, Ніцца, Друга французька імперія — 12 серпня 1953, Київ, УРСР, СРСР) — український радянський вчений у галузі зварювальних процесів і мостобудування. Академік АН УРСР (1929). Герой соціалістичної праці (1943), лауреат Сталінської премії (1941), кавалер Ордену імені Леніна (1942, 1943). Заслужений діяч науки Української Радянської Соціалістичної Республіки (1940). Фундатор і перший керівник Інституту електрозварювання Академії наук Української Радянської Соціалістичної Республіки. Член Комуністичної партії УРСР. Батько академіка Бориса Євгеновича Патона.

## Біографія
Народився 1870 року в Ніцці, нині Франція (тоді Друга французька імперія) у родині Оскара Петровича Патона (колишній гвардійський полковник, російський консул у Франції) та Катерини Дмитрівни Патон. Євген Оскарович мав іще чотирьох рідних братів і двох рідних сестер.
1894 року закінчив Дрезденський технічний університет, а 1896 року — Петербурзький інститут Корпусу інженерів шляхів сполучення.
До 1895 року Патони жили в Німеччині. Оскільки в Російській імперії диплом дрезденського університету не був визнаний, Євген Патон закінчив ще й російський вищий навчальний заклад. 1904 року учений прийняв пропозицію створити в Києві третю в Росії кафедру конструювання мостів. Упродовж 1904—1938 рр. завідував кафедрою Київського політехнічного інституту.
1929 року організував у Академії наук України кафедру інженерних споруд, на базі якої створено Інститут електрозварювання (1934). Протягом 1934—1953 рр. — директор Інституту електрозварювання АН України.
Помер 12 серпня 1953 року в Києві, нині Україна (тоді Українська РСР, СРСР). Похований у Києві на Байковому кладовищі (центральна алея, ділянка № 1) (надмогильний пам'ятник — бронза, граніт; архітектор Авраам Милецький; встановлений 1954 року).

## Наукова діяльність

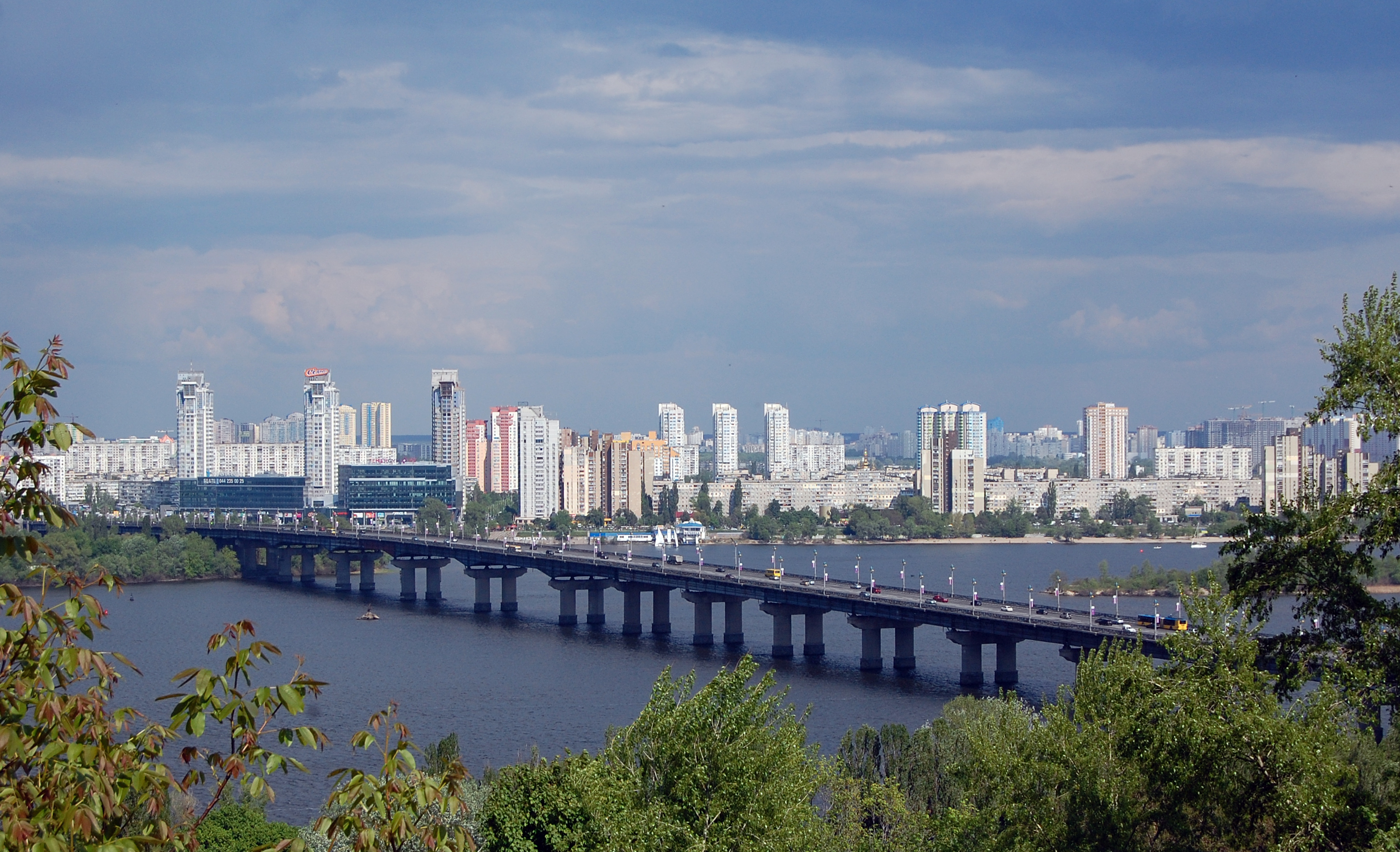
Міст Патона.

Автор понад 350 праць. Займався проєктуванням і будівництвом мостів. Створив методи розрахунку раціональних конструктивних схем металевих проймових споруд мостів, дослідив умови їхньої роботи, розробив способи відбудови зруйнованих мостів. Автор чотиритомної праці «Залізні мости». Зокрема за проєктами Є. О. Патона в Києві 1910 року був побудований Парковий міст через Петрівську алею, а 1925 року на опорах зруйнованого Миколаївського ланцюгового моста через Дніпро був споруджений міст імені Євгенії Бош.
У 1930-х роках Євген Патон зацікавився електрозварюванням. Розвинув ідеї винахідника Миколи Бенардоса, метод швидкісного автоматичного зварювання під флюсом дістав назву «метод Патона». Виконав фундаментальні дослідження в галузі розрахування та міцності зварних конструкцій, механізації зварювальних процесів, наукових основ електричного зварювання плавленням. Під його керівництвом винайдено спосіб автоматичного швидкісного зварювання, який відіграв визначну роль у технічному розвитку.
У роки Другої Світової війни зробив визначний внесок у обороноздатність СРСР: розробив і впровадив технологію та обладнання для зварювання спеціальних сталей, зокрема, для танкових башт. 1953 року на честь Є. О. Патона названо міст через Дніпро в Києві, який споруджувався під його керівництвом.

## Родина
Дружина — Будде Наталія Вікторівна.
Сини:
- Патон Володимир Євгенович
- Патон Борис Євгенович

## Звання та посади
- доктор технічних наук,
- професор (1901),
- дійсний член Академії наук Української РСР (1929),
- член Президіуму Академії наук Української РСР (1935—1953),
- віцепрезидент Академії наук Української РСР (1945—1952),
- Заслужений діяч науки УРСР (1940),
- Герой Соціалістичної Праці (1943).

## Нагороди
- Герой Соціалістичної праці (1943)[4],
- Двічі кавалер ордену Леніна (1942, 1943),
- Орден Трудового Червоного Прапора (1940),
- Орден Вітчизняної війни I ступеня (1945),
- Орден Червоної Зірки (1942),
- лауреат Сталінської премії (1941),
- орден Святої Анни 3-го ст. (1903).

## Праці
- Патон Е. О. Железные мосты: В 4-х т. — М.; К., 1902—1907. (рос.)
- Патон Е. О. Восстановление разрушенных мостов. — К., 1918—135 с. (рос.) (рос.)
- Патон Е. О. Скоростная автоматическая сварка под слоем флюса. — 2-е изд. — М.; Л.: Машгиз, 1941. — 112 с. (рос.)
- Патон Е. О. Избранные труды: В 3-х т. — К.: Изд-во АН УССР, 1959—1961. (рос.)
- Патон Е. О. Воспоминания: Лит. запись Ю. Буряковского. — К.: Гослитиздат УССР, 1955. — 324 с. (рос.)
- Патон Євген Оскарович. Спогади / Літературний запис Юрія Буряківського. Переклад з російської. — К. : Державне видавництво художньої літератури, 1956. — 320 с.
- Memorias. Moscú: Ediciones en Lenguas Extranjeras, 1958. Traducido del ruso por José Santacreu (Спогади. Москва: Видання іноземними мовами, 1958. Переклад з російської мови Хосе Сантакреу).

## Зображення

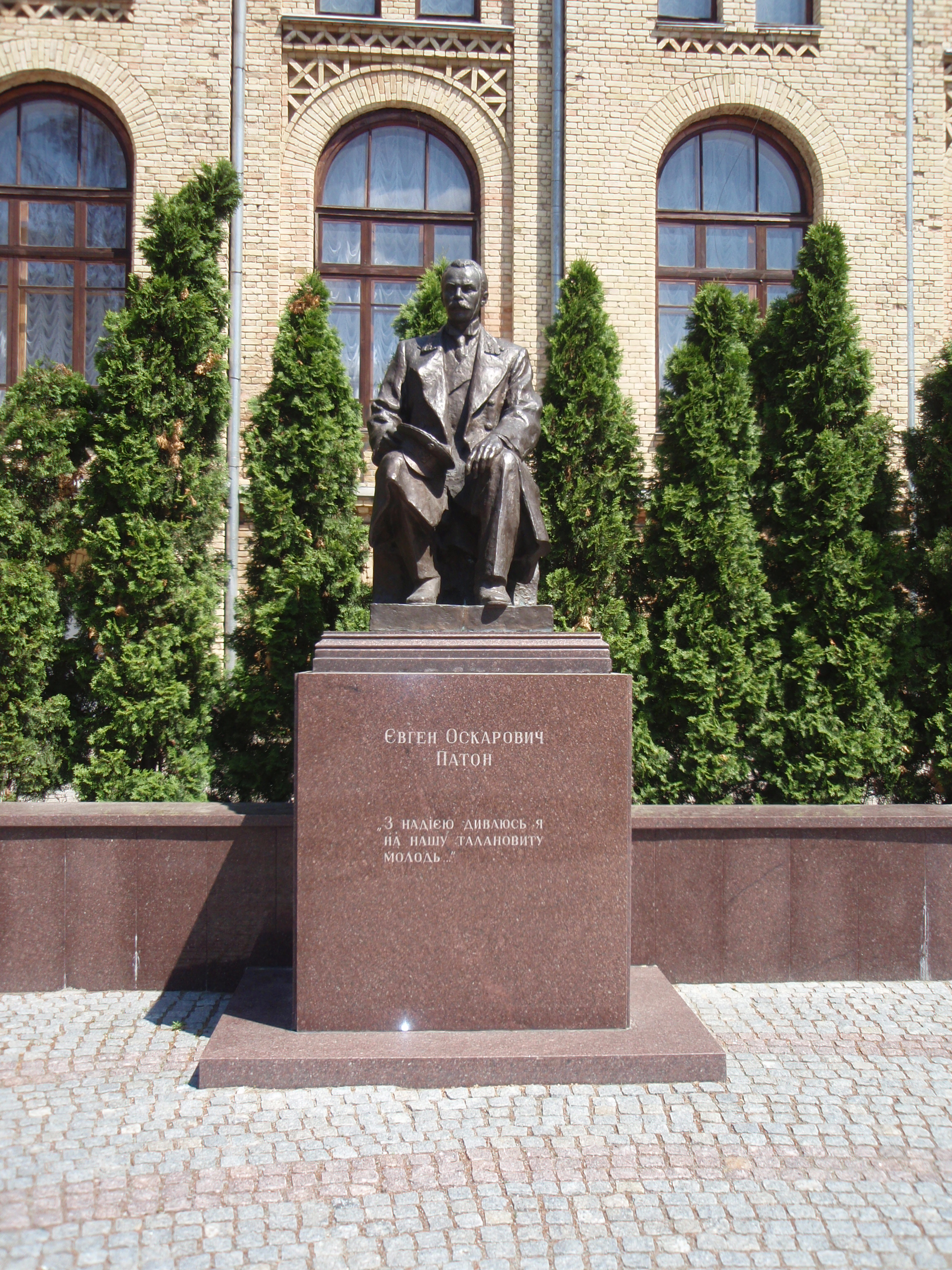
Пам'ятник Є. О. Патону у Києві.
Надмогильник Євгена Патона на Байковому кладовищі у Києві
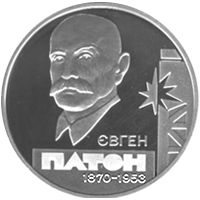
Портрет Є. О. Патона на пам'ятній монеті НБУ
Меморіальна дошка Є. С. Патону на вул. Михайла Коцюбинського у Києві